# Julie Andrews
Julie Andrews (właśc. Julia Elizabeth Wells; ur. 1 października 1935 w Walton-on-Thames) – angielska aktorka filmowa, teatralna i telewizyjna, piosenkarka oraz autorka książek. Najlepiej znana z ról w filmach Mary Poppins (1964) i Dźwięki muzyki (1965).
Odznaczona Orderem Imperium Brytyjskiego II klasy (DBE), co uprawnia ją do tytułu Damy.

## Życiorys
Jest córką nauczyciela snycerstwa Edwarda C. „Teda” Wellsa i nauczycielki gry na fortepianie Barbary Morris. W 1939 matka ponownie wyszła za mąż za piosenkarza Teda Andrewsa (zm. 1966), pracującego dla programów rozrywkowych The Dazzle Company.
W wieku czternastu lat użyczyła swojego głosu Księżniczce Zeili w angielskiej wersji językowej włoskiego filmu animowanego Róża z Bagdadu (La Rosa di Bagdad, 1949). Mając 19 lat zadebiutowała na scenie broadwayowskiej w Bernard B. Jacobs Theatre w roli Polly w musicalu Przyjaciel (The Boy Friend) i grała od 30 września 1954 do 26 listopada 1955. Występowała następnie w broadwayowskich musicalach: My Fair Lady jako Eliza Doolittle (1956–1962), Camelot jako Guenevere (1960–1963) i Victor / Victoria jako Victoria Grant (1995–1997).
Na małym ekranie pojawiła się po raz pierwszy w baśni muzycznej CBS Przeprawa gwiezdnego jubileuszu (Ford Star Jubilee, 1956) z Judy Garland oraz w roli tytułowej bohaterki telewizyjnego musicalu CBS Kopciuszek (Cinderella, 1957), za którą była nominowana do nagrody Emmy.
Jej tytułowa debiutancka kreacja guwernantki z magicznymi zdolnościami opiekującej się dwójką dzieci zamożnego bankiera w kinowej komedii muzycznej fantasy Mary Poppins (1964) została uhonorowana nagrodami – Oscarem, Brytyjskiej Akademii Filmowej (BAFTA), Złotym Globem i Złotym Laurem. Kolejne dwie role nominowane do nagrody Oscara to postać opuszczającej klasztor Marii, która zostaje nianią siedmiorga dzieci autokratycznego wdowca kapitana von Trappa, który wprowadził w swoim domu surowe zasady wykluczające obecność muzyki i radości w biograficznym dramacie muzycznym Dźwięki muzyki (Sound of Music, 1965) oraz rola śpiewaczki Victorii Grant, która w przebraniu za księcia Victora Grezhinskiego staje się gwiazdorem-transwestytą w komedii muzycznej Blake’a Edwardsa Victor/Victoria. Na planie dramatu Duet na jeden instrument (Duet for One, 1986) spotkała się z Rupertem Everettem.
Pomimo iż w 1997, z powodu nieudanej operacji krtani, straciła swój niepowtarzalny, krystalicznie czysty czterooktawowy głos, to jednak w 2004 zdecydowała się zaśpiewać w filmie Pamiętnik księżniczki 2: Królewskie zaręczyny piosenkę Your Crowning Glory. Zaś w lipcu 2008 w amfiteatrze Hollywood Bowl miał miejsce koncert pt. Gift Of Music z jej udziałem.
Została odznaczona Orderem Imperium Brytyjskiego II klasy (DBE), co uprawnia ją do tytułu Damy.
Powróciła na ekran w roli księżnej Clarisse Renaldi, babci tytułowej bohaterki w disneyowskiej adaptacji książki Meg Cabot Pamiętnik księżniczki (Princess Diaries, 2001) z Anne Hathaway i jej sequelu Pamiętnik księżniczki 2: Królewskie zaręczyny (The Princess Diaries 2 – Royal Engagement, 2004). Użyczyła swojego głosu królowej Lilian w superprodukcji Shrek 2 (2004).

## Życie prywatne
Była żoną projektanta kostiumów Tony’ego Waltona (od 10 maja 1959 do 1967), z którym ma córkę Emmę Walton Hamilton (ur. 27 listopada 1962). 12 listopada 1969 wyszła ponownie za mąż za reżysera Blake’a Edwardsa. Jest macochą jego syna Geoffreya i córki Jennifer. Jest matką adopcyjną Amy (Amelii) Edwards (ur. 1974) i Joanny Lynn Edwards (ur. 1975).

## Filmografia
| Rok  | Tytuł filmu                                               | Postać                               | dodatkowe informacje                                 |
| ---- | --------------------------------------------------------- | ------------------------------------ | ---------------------------------------------------- |
| 1952 | Róża Bagdadu (La Rosa di Bagdad)                          | księżniczka Zeila                    | głos (brytyjski dubbing), produkcja włoska           |
| 1964 | Mary Poppins                                              | Mary Poppins                         | Najlepsza aktorka                                    |
| 1964 | Amerykanizacja Emily                                      | Emily Barham                         |                                                      |
| 1965 | Dźwięki muzyki                                            | Maria                                | Złoty Glob                                           |
| 1966 | Rozdarta kurtyna (Torn Curtain)                           | Dr Sarah Louise Sherman              | reżyser: Alfred Hitchcock, partneruje Paul Newman    |
| 1966 | Hawaje (Hawaii)                                           | Jerusha Bromley                      |                                                      |
| 1967 | Na wskroś nowoczesna Millie (Thoroughly Modern Millie)    | Millie Dillmount                     |                                                      |
| 1968 | Gwiazda (Star!)                                           | Gertruda Lawrence                    |                                                      |
| 1970 | Urocza Lili (Darling Lili)                                | Lili Smith                           |                                                      |
| 1974 | Nasienie tamaryndowca (The Tamarind Seed)                 | Judith Farrow                        | partneruje Omar Sharif                               |
| 1979 | Dziesiątka                                                | Samantha Taylor                      |                                                      |
| 1980 | Słodki zakład (Little Miss Marker)                        | Amanda                               |                                                      |
| 1981 | S.O.B                                                     | Sally Miles                          |                                                      |
| 1983 | Victor/Victoria                                           | Victor Grant / hr. Victor Grezhinski | Nominowana do Oscara                                 |
| 1983 | Ślad Różowej Pantery (Trail of the Pink Panther)          | pokojówka                            |                                                      |
| 1983 | Mężczyzna, który kochał kobiety (The Man Who Loved Women) | Marianna                             |                                                      |
| 1986 | Takie jest życie (That’s Life!)                           | Gillian Fairchild                    |                                                      |
| 1986 | Duet na jeden instrument (Duet for One)                   | Stephanie Anderson                   |                                                      |
| 1991 | A Fine Romance                                            | Pani Pamela Piquet                   | Cin cin amerykański tytuł                            |
| 2000 | Związki rodzinne (Relative Values)                        | Felicity Marshwood                   |                                                      |
| 2001 | Pamiętnik księżniczki (The Princess Diaries)              | królowa Genowii Clarissa Renaldi     | adaptacja popularnego cyklu dla nastolatek Meg Cabot |
| 2003 | Gwiazdka Eloizy (Eloise at Christmastime)                 | Nanny (niania Eloizy)                |                                                      |
| 2004 | Shrek 2                                                   | Królowa Lillian                      | głos                                                 |
| 2004 | Pamiętnik księżniczki 2: Królewskie zaręczyny             | Królowa Genovii Clarissa Renaldi     |                                                      |
| 2007 | Shrek Trzeci                                              | Królowa Lillian                      |                                                      |
| 2007 | Zaczarowana (Enchanted)                                   | Narrator                             | głos                                                 |
| 2010 | Shrek Forever (Shrek Goes Fourth)                         | Królowa Lillian                      | głos                                                 |
| 2018 | Aquaman                                                   | Karathen                             | głos                                                 |

| 1954 | The Boy Friend      | Polly           | amerykański debiut Andrews |
| 1956 | My Fair Lady        | Eliza Doolittle | nominowana do Nagrody Tony |
| 1961 | Camelot             | królowa Ginewra | nominowana do Nagrody Tony |
| 1993 | Putting It Together | Amy             |                            |
| 1995 | Victor/Victoria     | Victor/Victoria |                            |

## Nagrody
- Nagroda Akademii Filmowej Najlepsza aktorka pierwszoplanowa: 1965 Mary Poppins
- Złoty Glob
  - Najlepsza aktorka w filmie komediowym lub musicalu: 1983 Victor/Victoria
  - 1966 Dźwięki muzyki
  - 1965 Mary Poppins
  - 1967-1968 Henrietta Award
- Nagroda BAFTA Najbardziej obiecująca debiutantka: 1965 Mary Poppins
- Nagroda Grammy Najlepszy album dla dzieci: 1965 Mary Poppins
- Nagroda Gildii Aktorów Ekranowych 2007 Za całokształt twórczości